# Obertorstraße 42, 44, 46 (Esslingen)

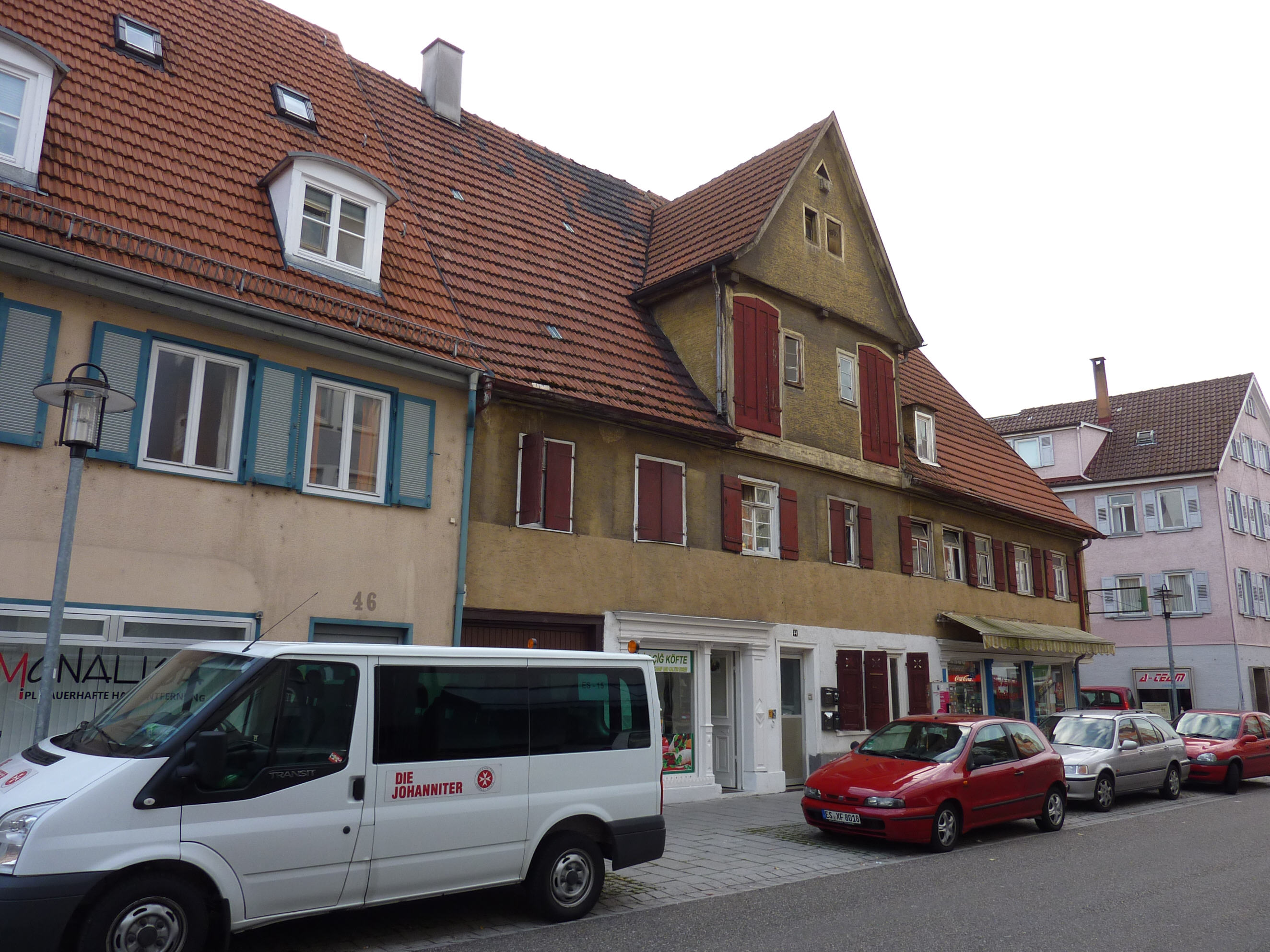
Blick von der Obertorstraße auf das Doppelhaus: Obertorstraße 46, 44, 42 (v. l. n. r.). 1. November 2011

Das Haus Obertorstraße 42, 44, 46 in Esslingen am Neckar ist ein ehemaliges Doppelhaus.

## Geschichte
Das Haus wurde wahrscheinlich im 17. Jahrhundert als Fachwerkbau errichtet und erhielt in der ersten Hälfte des 19. Jahrhunderts klassizistisch beeinflusste Ladeneinbauten im Erdgeschoss. Auf der Giebelseite wurden damals außerdem Fensterverdachungen hinzugefügt. Die traufseitigen Fenster wurden nicht verändert. Zur Obertorstraße hin besitzt das Gebäude ein Aufzughäuschen mit doppelter Ladeluke, was auf eine Zweiteilung des Dachraums hindeutet.
Im Jahr 2000 wurde die Südseite des Hauses Nr. 46 neu gestaltet; dadurch soll eine „ausgesprochen reizvolle Wohnsituation im Innenstadtbereich“ mit einem „sehr sorgfältig gestalteten Garten mit verschiedenen Freisitzen“ geschaffen worden sein. Mit dieser Umbaumaßnahme nahm man 2005 an der Konkurrenz um den Esslinger Bauherrenpreis teil.

## Galerie

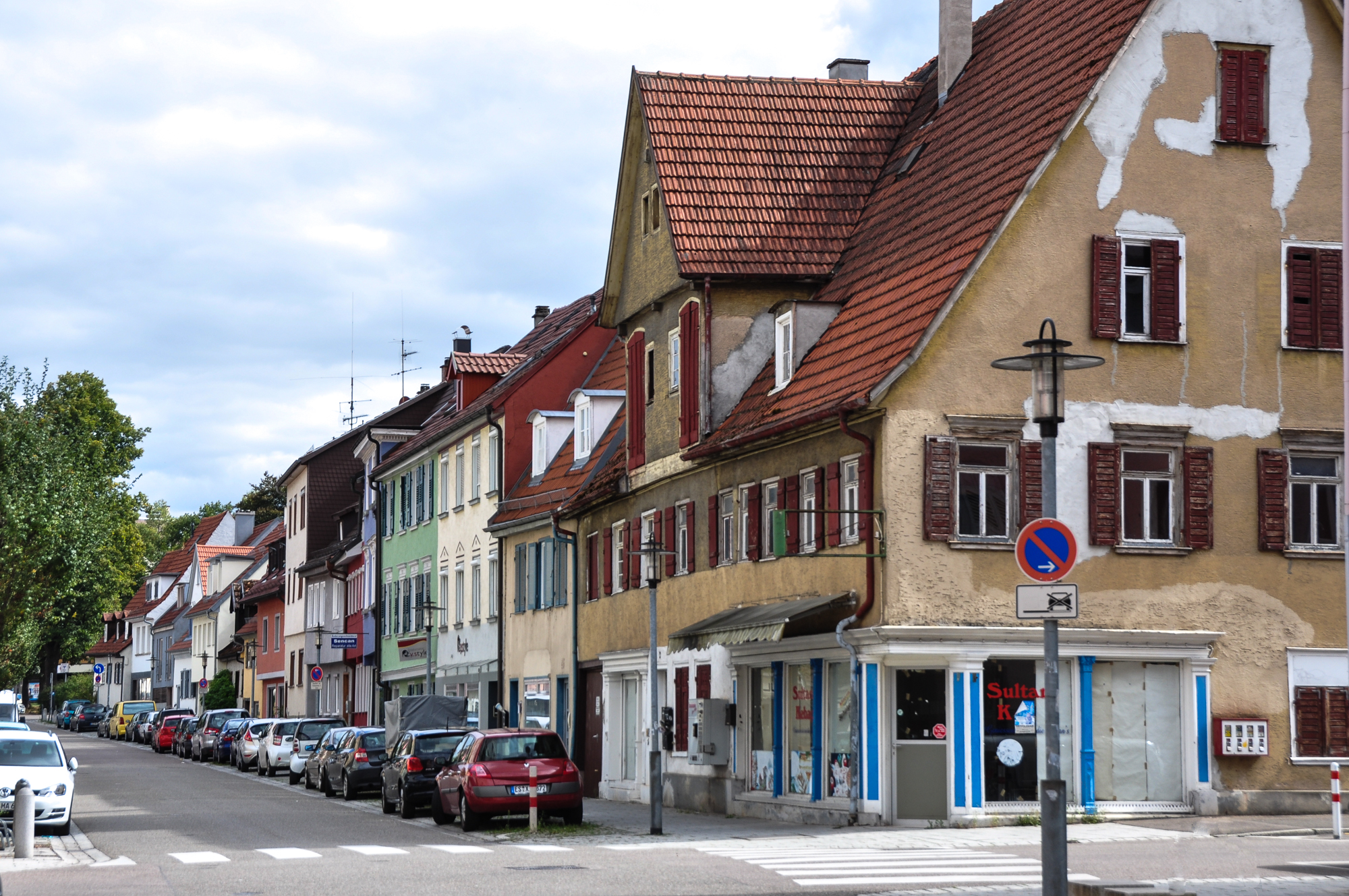
Blick von der Obertorstraße auf das Doppelhaus (Obertorstraße 42, 44, 46 v. l. n. r.). 6. September 2015
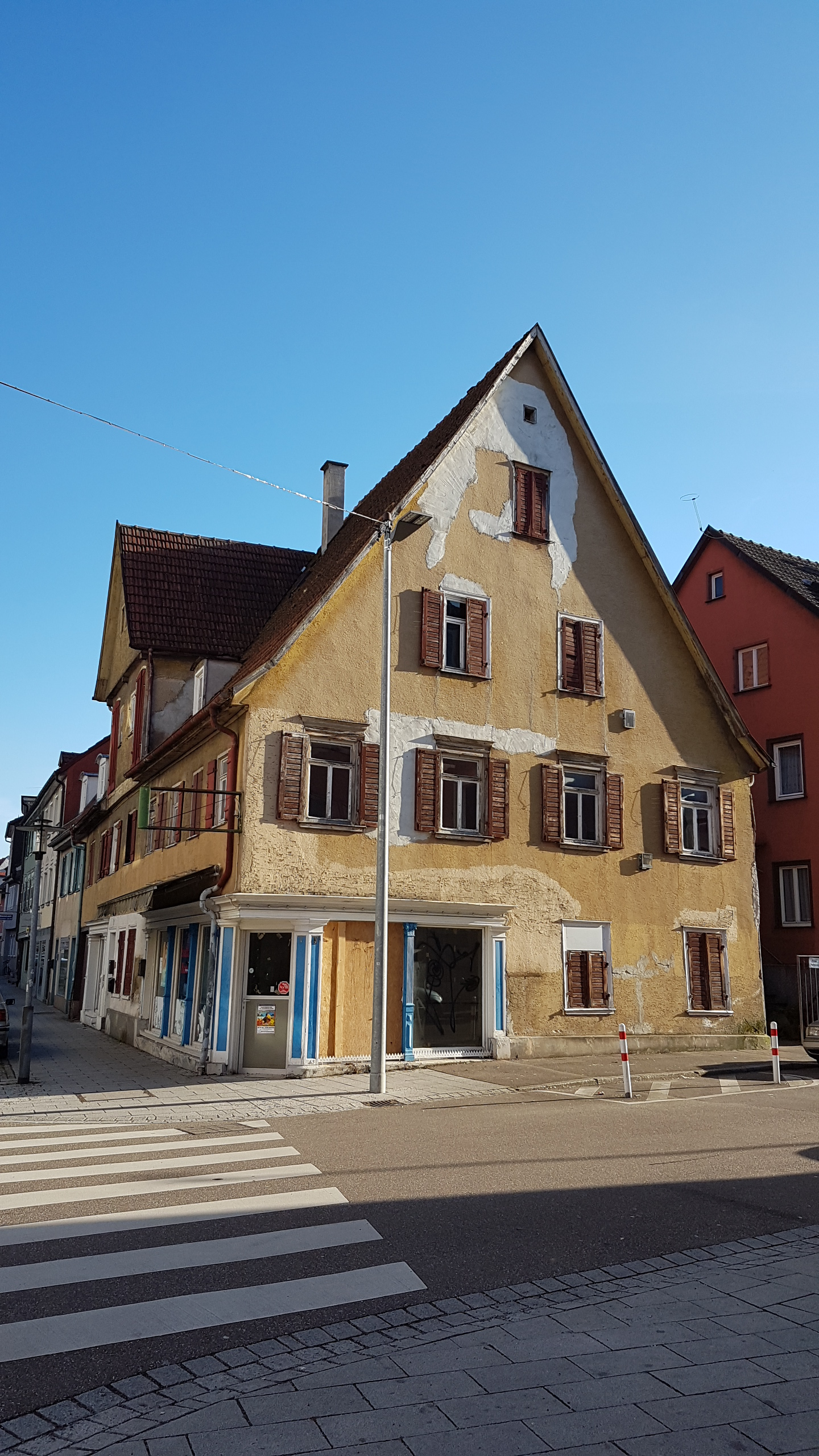
Blick von der Katharinenstraße auf das Haus Obertorstraße 42. 4. Februar 2019 4. Februar 2019
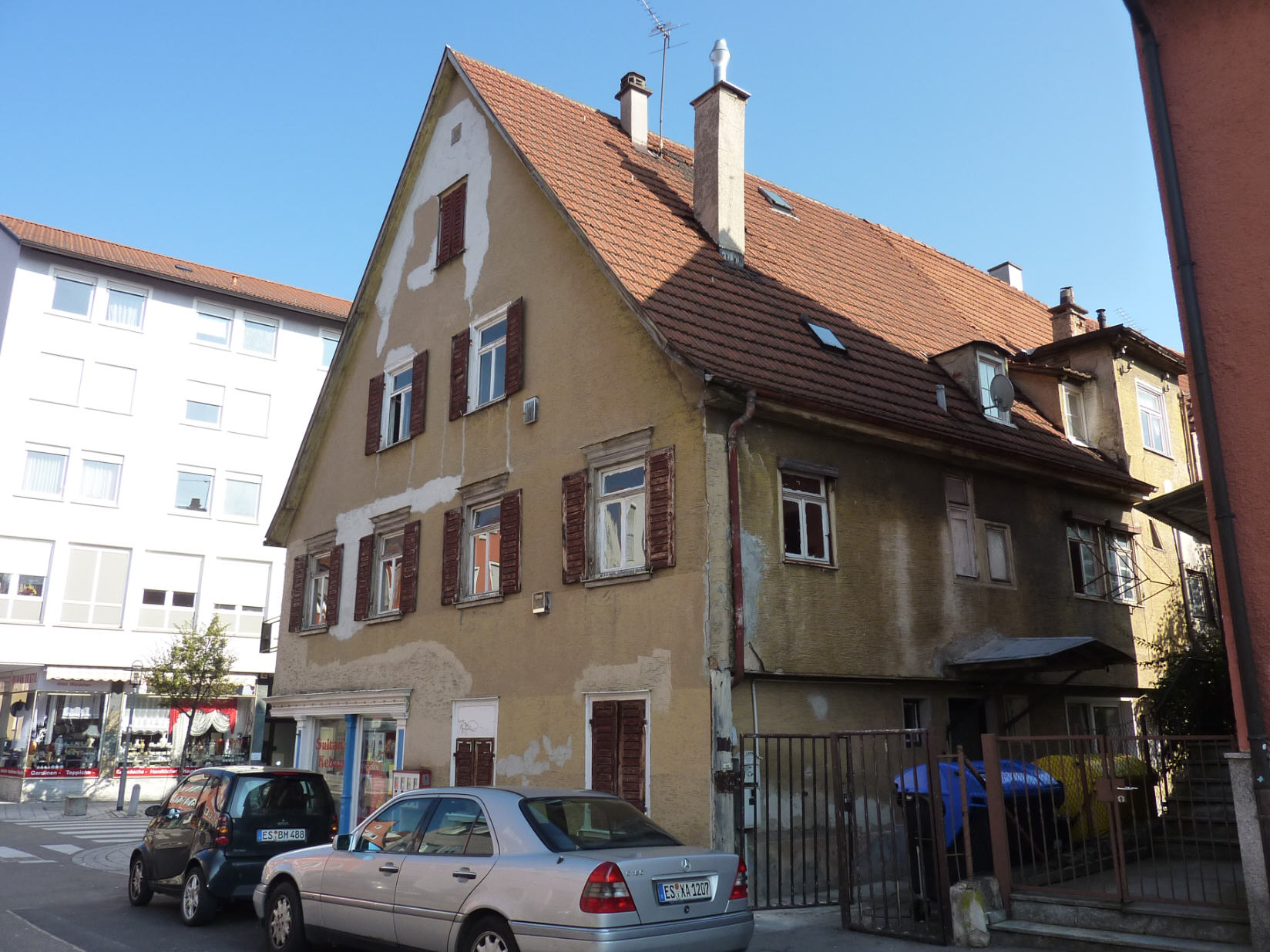
Blick von der Katharinenstraße auf das Haus Obertorstraße 42. 25. Oktober 2011
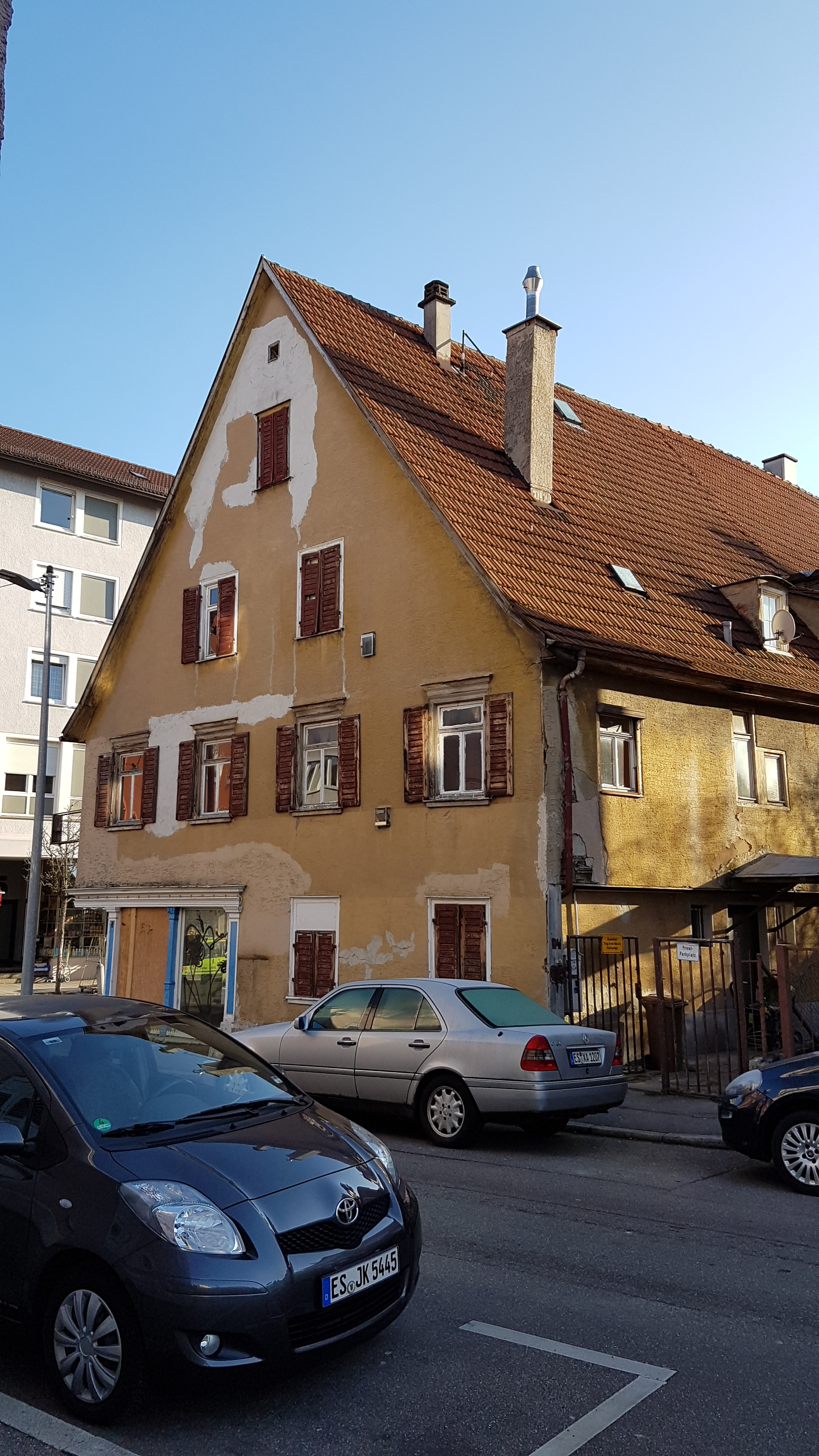
Blick von der Katharinenstraße auf das Haus Obertorstraße 42. 4. Februar 2019
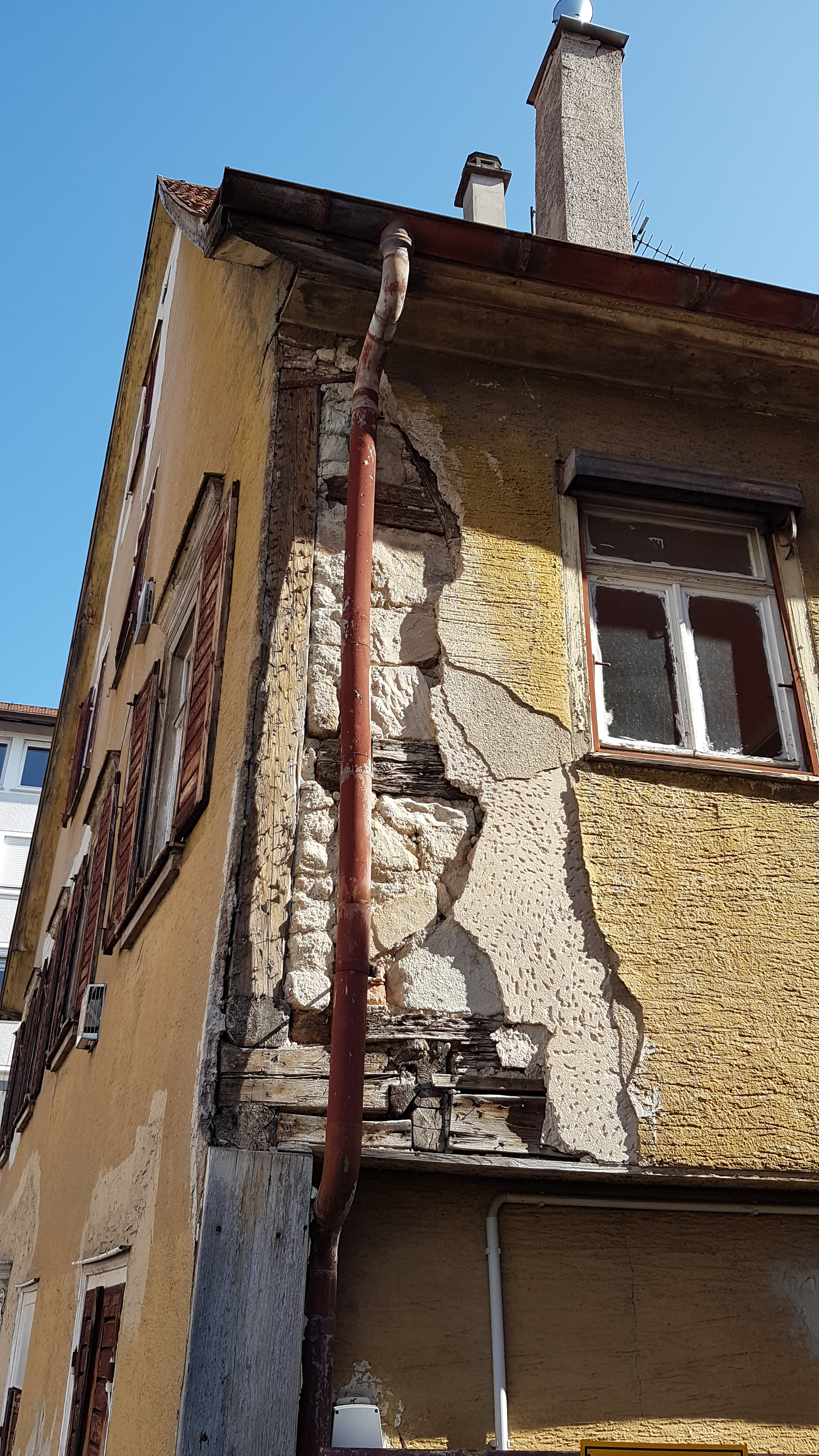
Detail des Hauses Obertorstraße 42. 30. März 2019